# Sobral da Abelheira
Sobral da Abelheira é uma povoação portuguesa do município de Mafra que foi sede da extinta freguesia homónima que tinha 15,45 km² de área e 1 152 habitantes (2011), e, por isso, uma densidade populacional de 74,6 hab/km².
A freguesia de Sobral da Abelheira foi extinta (agregada) pela reorganização administrativa de 2012/2013, tendo o seu território sido agregado ao da Freguesia de Azueira para criar a União das Freguesias de Azueira e Sobral da Abelheira.

## População
| População da freguesia de Sobral da Abelheira | População da freguesia de Sobral da Abelheira | População da freguesia de Sobral da Abelheira | População da freguesia de Sobral da Abelheira | População da freguesia de Sobral da Abelheira | População da freguesia de Sobral da Abelheira | População da freguesia de Sobral da Abelheira | População da freguesia de Sobral da Abelheira | População da freguesia de Sobral da Abelheira | População da freguesia de Sobral da Abelheira | População da freguesia de Sobral da Abelheira | População da freguesia de Sobral da Abelheira | População da freguesia de Sobral da Abelheira | População da freguesia de Sobral da Abelheira | População da freguesia de Sobral da Abelheira |
| --------------------------------------------- | --------------------------------------------- | --------------------------------------------- | --------------------------------------------- | --------------------------------------------- | --------------------------------------------- | --------------------------------------------- | --------------------------------------------- | --------------------------------------------- | --------------------------------------------- | --------------------------------------------- | --------------------------------------------- | --------------------------------------------- | --------------------------------------------- | --------------------------------------------- |
| 1864                                          | 1878                                          | 1890                                          | 1900                                          | 1911                                          | 1920                                          | 1930                                          | 1940                                          | 1950                                          | 1960                                          | 1970                                          | 1981                                          | 1991                                          | 2001                                          | 2011                                          |
| 969                                           | 1 091                                         | 1 037                                         | 986                                           | 1 017                                         | 1 050                                         | 1 066                                         | 1 205                                         | 1 235                                         | 1 153                                         | 1 080                                         | 1 031                                         | 1 077                                         | 1 052                                         | 1 152                                         |

## Património
- Igreja Paroquial
- Ermida de Nossa Senhora do Codeçal
- Tapada Nacional de Mafra
- Quinta da Abelheira
- Quinta dos Brigadeiros

## Festas e Romarias
- A festa da Nossa Senhora da Oliveira realiza-se anualmente no mesmo dia em que se celebra a Nossa Senhora das Candeias (Nossa Senhora da Luz), a 2 de Fevereiro.
- A romaria de Nossa Senhora da Nazaré celebrada a cada dezessete anos, integrada no Círio da Prata Grande, no 3.º sábado de Setembro.
- A Festa dos Morango realiza-se por volta da terceira semana de Maio.

## Movimento associativo
- Grupo Recreativo Sobralense